# Insekticid

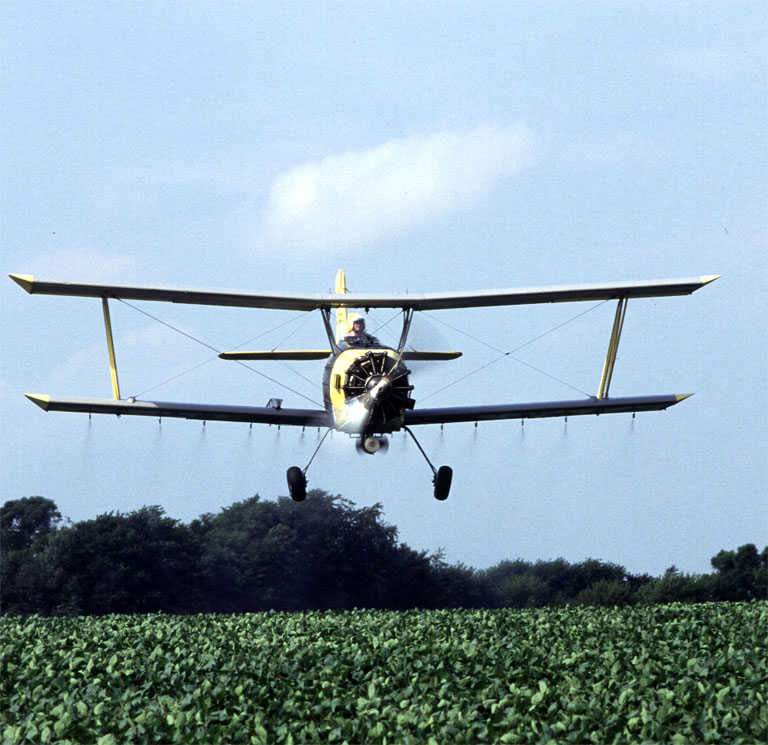
Letecké rozprašování insekticidů

Insekticid je přípravek určený k hubení hmyzu v jeho různých vývojových stupních. Insekticidy se používají v zemědělství, k ochraně zásob a také v oblasti hygieny a medicíny. Podle toho, na které vývojové stádium hmyzu působí, se rozdělují na ovicidy (ničí vajíčka), larvicidy (ničí larvy), ovilarvicidy (ničí vajíčka a larvy) a imágocidy (ničí dospělý hmyz).

## Mechanismus účinku
Insekticidy mohou fungovat na řadě různých mechanizmů. Chemické zasahují například nervový systém hmyzu, blokují syntézu chitinu nebo jiných pro život hmyzu nezbytných látek. Některé fungují na fyzikálních principech a uzavírají vzdušnice (zamezí dýchání), případně působí poškození kutikuly. Chemické insekticidy mohou z hlediska složení spadat mezi organofosfáty (například malathion), pyrethroidy (např. permethrin), karbamáty (např. karbofuran), neonikotinoidy, organochloridy (např. DDT, mirex, dieldrin) nebo jiné skupiny chemických látek. Střídání insekticidů spadajících do různých skupin pomáhá předcházet vzniku rezistentních kmenů hmyzu, které vykazují zvýšenou odolnost na konkrétní insekticid nebo celou skupinu příbuzných látek. Existují také insekticidy fungující na bázi bakterií a virů.

## Rozdělení
podle principu účinku
- kontaktní – působí při přímém styku se škůdcem (rostlina musí být pokryta po celém povrchu)
- požerové – působí po konzumaci insekticidu (nebo jím ošetřených částí rostlin)
- dýchací – působí na škůdce parami
- s hloubkovým účinkem – pronikají do rostlinných orgánů v blízkosti dopadu (také označovány jako translaminační = pronikající listem)
- systémové / systemické – pronikají do rostlinných šťáv a jsou rozvedeny do celé rostliny (mnohé z nich lze aplikovat zálivkou); např. neonikotinoidy, pirimikarb, sulfoxaflor, cyromazin,

podle mechanizmu účinku
- chemické
- fyzikální

podle typu účinné látky
- karbamáty – deriváty kyseliny karbamové, například pirimikarb (Pirimor), karbofuran (Furadan)
- organofosfáty – estery kyseliny fosforečné, například fenitrothion (Metation), chlorpyrifos (Dursban)
- organochloridy – například pyridaben (Sanmite), DDT, lindan
- neonikotinoidy – odvozené od molekuly nikotinu, například acetamiprid (Mospilan), imidacloprid (Confidor), thiamethoxam (Actara)
- pyrethroidy – odvozené od pyrethrinů, například cypermethrin (Cyper), cyhalothrin (Karate), deltamethrin (Agrion Delta, Fast, Decis)
- tetramáty – deriváty kyseliny tetramové, například spirotetramát, spirodiklofen, spiromesifen
- deriváty ivermektinu – například abamektin, emamectin
- silice – eugenol, limonen, thymol

Řada insekticidů svým složením nespadá do žádné z nejběžnějších kategorií, například sulfoxaflor (sulfimid), cyromazin (derivát melaminu), flonikamid (derivát pyridinu), indoxakarb (derivát oxadiazinu), spinosad (směs spinosinů produkovaných bakterií Saccharopolyspora spinosa), flupyradifuron (derivát butenolidu), buprofezin (derivát thiadiazinanu), pirimifos-methyl (derivát kyseliny thiofosforečné), chlorfenapyr (azol, derivát pyrrolu)
podle původu
- přírodní – získané přímo z přírodního zdroje (rostliny, horniny), například limonen, křemelina, nikotin, pyrethrin
- přírodně identické – chemicky totožné s přírodním insekticidem, ale vyrobené chemickou cestou
- syntetické – chemicky vyrobená látka, která se přirozeně v přírodě nevyskytuje

## Nežádoucí účinky na lidské zdraví
U některých insekticidů byly zjištěny různě závažné dopady na lidské zdraví. Použití mnohých z nich bylo postupně zakázáno.

### Karcinogenita
Mezinárodní agentura pro výzkum rakoviny (IARC) v roce 2015 zařadila 4 organofosfátové insekticidy mezi karcinogeny - malathion, diazinon, tetrachlorvinphos a parathion.

### Endrokrinní disruptory

Chlorpyrifos - strukturní vzorec

Za endokrinní disruptory jsou považovány například chlordecon nebo chlorpyrifos.
Je mezi ně řazeno DDT, které napodobuje účinek estrogenů. I jiné insekticidy mají vliv na počet spermií.